# Красное Поле (Вологодская область)
Красное Поле — деревня в Великоустюгском районе Вологодской области.
Входит в состав Марденгского сельского поселения, с точки зрения административно-территориального деления — в Марденгский сельсовет.
Расстояние по автодороге до районного центра Великого Устюга — 4,5 км, до центра муниципального образования Благовещенья — 11 км. Ближайшие населённые пункты — Онбово, Поповкино, Ишутино, Слободка.
По переписи 2002 года население — 38 человек (13 мужчин, 25 женщин). Преобладающая национальность — русские (97 %).